# ارابه (کارت تاروت)

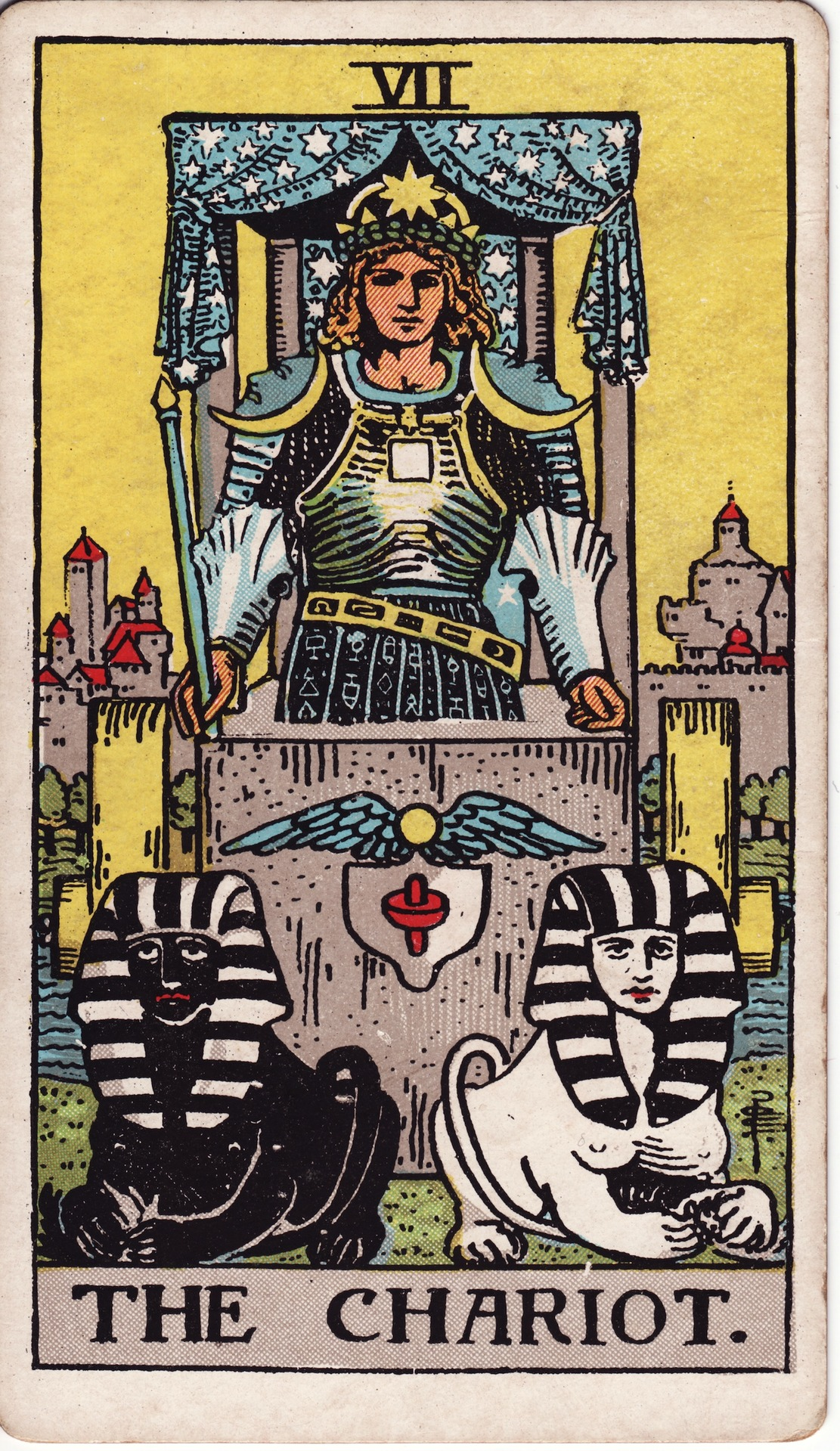
ارابه در دسته کارت تاروت سوار-وایت

کارت ارابه (۷) هفتمین برگ برنده در دسته کارت‌های تاروت کبیر است که در اکثر دسته‌های سنتی تاروت وجود دارد. این کارت در بازی و همچنین در پیشگویی و فال‌گیری استفاده می‌شود.

## شرح
شخصیتی که در ارابه نشسته است، اگرچه طنابی در دست ندارد، اما توسط دو ابوالهول یا اسب کشیده می‌شود. در طراحی این کارت اغلب یک موتیف سیاه و سفید وجود دارد، برای مثال ممکن است یکی از اسب‌ها سفید و دیگری سیاه باشد. شکل آن‌ها ممکن است تاج دار یا کلاه ایمنی باشد. در برخی از طراحی‌های کارت ارابه، این دو موجود به شکل بالدار طراحی شده‌اند. فرد سوار بر ارابه، ممکن است شمشیر یا گرز را نگه دارد. در دسته کارت تاروت تحوت، کارت ارابه، دارای چهار حیوان است که دو حیوان آن سیاه و دو حیوان آن سفید می‌باشد.

## تفسیر
طبق کتاب «کلید تصویری تاروت» نوشته وایت در سال ۱۹۱۰، کارت ارابه حاوی چندین ارتباط جهت پیشگویی است: 
7. ارابه. - یاری رساندن، آینده نگری، صرفه جویی، مال اندیشی، مشیت؛ همچنین جنگ، پیروزی، استنباط، گستاخی، انتقام، کینه، زحمت، سختی، مشکل.

در حالت معکوس: شورش، نزاع، اختلاف، دعوا، شکست، مزاحمت، آزار، دعوای قضایی، فتنه، مجادله

## دسته‌های جایگزین
نام‌های دیگر کارت سنتوریون یا پیروزی است.